# Le Perroquet de Flaubert
Le Perroquet de Flaubert (Flaubert's Parrot) est un roman de Julian Barnes paru en 1984. Pour ce roman, Barnes est sélectionné pour le Booker Prize la même année et remporte le Geoffrey Faber Memorial Prize (en) l'année suivante. 
En France, Le Perroquet de Flaubert est lauréat du prix Médicis essai 1986. 
Le récit suit l'amateur retraité Geoffrey Braithwaite dans sa quête du perroquet empaillé ayant inspiré Gustave Flaubert lors de la rédaction du conte Un cœur simple. L'intrigue principale laisse cependant une large place aux réflexions du veuf sur la vie de Flaubert et la sienne propre. 

## Résumé
Le roman écrit principalement à la première personne suit l'ancien médecin désormais retraité et veuf Geoffrey Braithwaite dans son pèlerinage à travers Rouen, Croisset et d'autres de lieux de résidence de Flaubert, à la recherche de nouvelles informations sur la vie de son auteur favori. Lors de la visite de deux musées différents consacrés à sa vie, il constate que chacun des deux établissements revendique la possession du perroquet lui ayant supposément servi lors de la rédaction du conte Un cœur simple, dans lequel un perroquet est longuement décrit. Braithwaite veut tirer cette affaire au clair et découvrir lequel des deux perroquets servit de modèle à l'écrivain de Croisset. Au terme de ses investigations, il apprend que non seulement le perroquet original pouvait être l'un des deux revendiqués, mais aussi cinquante autres se trouvant dans la réserve de l'Hôtel-Dieu de Rouen où Flaubert l'avait emprunté quelque temps. 
Si la trame principale est assez simple, de nombreuses digressions sur la vie de Flaubert ainsi que celle du narrateur constituent l'essentiel du roman. Braithwaite tente de donner une forme objective à ses observations sur son écrivain fétiche et son œuvre, mais n'y parvient guère et démontre plutôt son amateurisme. À travers cette subjectivité refoulée, le lecteur en apprend davantage sur Braithwaite et particulièrement sur les raisons de sa fascination pour cet auteur mort depuis un bon siècle.  Cette quête maniaque semble combler un vide: le deuil de sa femme, dont la cause de la mort demeure jusqu'à la fin du livre obscure, ce qui nourrit un sentiment de méfiance à l'égard du narrateur.

## Thèmes
Le roman fait écho à de nombreuses théories postmodernes déclinées sur un mode humoristique. La polémique autour de La mort de l'auteur de Roland Barthes est l'une des influences indubitables du roman: le narrateur se demande dès la deuxième page pourquoi il cherche à retrouver dans la vie de Flaubert ce qu'il a appris à travers ses romans, alors que ce dernier professait la totale indépendance du texte vis-à-vis de son auteur.
Le second thème postmoderne concerne le traitement de la subjectivité et la multiplication des points de vue. On trouve par exemple dans le deuxième chapitre une triple chronologie de la vie de Flaubert. Alors que la première version de la biographie est extrêmement positive et laudative, la seconde est marquée par un excès opposé de pessimisme et de négativité. La troisième version est une série de citations que le lecteur présume être de Flaubert, et dont l'incongruité alliée à la partialité du choix des citations achèvent de discréditer le sérieux.
Un dernier aspect typique de l'écriture postmoderne est le jeu avec la métafiction. Le roman en tant que fiction fait ainsi usage d'un personnage réel (Flaubert) , mais mêle à la fois des éléments de sa vie réelle, de sa vie imaginaire à travers les lettres qu'il envoya à ses amis, et ce celle des personnages de ses romans avec lequel il s'identifiait souvent (le fameux "Madame Bovary, c'est moi!"). Chacun des éléments se trouve si imbriqué dans les autres que le lecteur se voit forcé de prendre une distance critique avec les allégations de Braithwaite. À travers ce personnage excentrique, on pourrait aussi retrouver la patte de l'autobiographie, puisque Julian Barnes a écrit de nombreux articles sur cet écrivain dont il est au moins aussi passionné que son personnage de fiction.

## Éditions
Édition originale en anglais
- (en) Julian Barnes, Flaubert's Parrot, Londres, Jonathan Cape, 1984

Éditions françaises
- (fr) Julian Barnes (auteur) et Jean Guiloineau (traducteur), Le Perroquet de Flaubert [« Flaubert's Parrot »], Paris, Stock, coll. « Nouveau Cabinet cosmopolite », 1986, 231 p. (ISBN 2-234-01933-8, BNF 34913622)
- (fr) Julian Barnes (auteur) et Jean Guiloineau (traducteur) (trad. de l'anglais), Le Perroquet de Flaubert [« Flaubert's Parrot »], Paris, LGF, coll. « Le Livre de poche no 6382 », 1987, 251 p. (ISBN 2-253-04297-8, BNF 34972901)
- (fr) Julian Barnes (auteur) et Jean Guiloineau (traducteur) (trad. de l'anglais), Le Perroquet de Flaubert [« Flaubert's Parrot »], Paris, Stock, coll. « Bibliothèque cosmopolite », 1991, 251 p. (ISBN 2-234-02358-0, BNF 35413052)
- (fr) Julian Barnes (auteur) et Jean Guiloineau (traducteur) (trad. de l'anglais), Le Perroquet de Flaubert [« Flaubert's Parrot »], Paris, Stock, coll. « La cosmopolite », 2000, 341 p. (ISBN 2-234-05213-0, BNF 37095998)